# Opnieuw de zwarte weduwnaars
Opnieuw de zwarte weduwnaars (Engels: More Tales of the Black Widowers) is een verhalenbundel met misdaadverhalen geschreven door Isaac Asimov.
Het boek is het tweede in een reeks van drie waarin misdaden en mysteries opgelost worden door de leden van De zwarte weduwnaars. Het is een bundel van korte verhalen die geen sciencefiction bevatten.

## Inhoud
- Voorwoord
- Zonder dat iemand vervolgt
- Sneller dan het oog
- Het ijzeren kleinood
- De drie getallen
- Moord?
- Verboden te roken
- Prettige feestdagen!
- Het enige echte oosten
- Aardsondergang en avondster
- Vrijdag de dertiende
- De onverkorte uitgave
- De grootste misdaad aller tijden